# Kovács Gusztáv (filmrendező)
Kovács Gusztáv Mihály (eredeti neve: Krupka) (Nagyvárad, 1895. július 29. – Melbourne, 1969. szeptember 21.) operatőr, filmrendező. Testvérei, Krupka András és Krupka József szintén híres filmesek voltak.

## Életpályája
1895-ben született Lovasberényben.[forrás?] A Thália filmvállalatnál dolgozott, majd 1915-ben testvérével, Krupka Andrással filmlaboratóriumot alapított, Krupka Laboratórium néven.

## Munkássága
A Corvin Filmgyár főoperatőre volt. 1927-ben Faludi Sándorral megalapította a Kovács és Faludi Filmlaboratóriumot. 1936-ban találmánya alapján kezdte meg a laboratórium a külföldi filmek magyar szinkronizálását. 1945 után külföldre távozott.

## Munkái
- Mire megvénülünk (1916)
- Mágia (1917)
- Szent Péter esernyője (1917)
- A csikós (1917)
- A haza oltára (rövid játékfilm, 1917)
- Fehér rózsa (1919)
- A csodagyerek (1920)
- Terike (1924)
- Imádság (hangos rövidfilm, rendező, 1930)
- Nevető Budapest (rendező, 1930)
- Budapesti hangos filmkabaré (rendező, 1931)